# 美德向邦
美德向邦醫療國際股份有限公司，簡稱美德向邦醫療國際股份、美德向邦醫療國際、美德向邦醫療，以及美德向邦（英語：Medtecs International Corporation Limited，SGX：546、臺證所：9103），在1989年由台灣商人楊克誠在菲律賓創立。
主要在新加坡、香港、台灣、菲律賓、中國、美國、歐洲及柬埔寨經營、生產及銷售各種醫療產品，包括：抗靜電手術衣、消毒手術包、尿布墊、成人尿布、病人服、阻燃布料、外科手術洞巾、醫用繃帶、拋棄式手術口罩、鞋套、手術衣、針織毛毯、床單，以及其他醫療產品。
總部位於台北市信義區松高路9號11樓，以及th Floor, The Penninsula Court Building 8735 Paseo de Roxas corcer, Makati Avenue Makati City 1201 Philippines。股份在1999年10月6日於新加坡交易所創業板（凱利板前身）上市。招股價為0.306坡元，配售股份為45,000,000股，集資額為13,770,000坡元。而在2002年12月13日以臺灣存託憑證的方式，在臺灣證券交易所掛牌交易。

## 連結
- Medtecs.com （页面存档备份，存于）